# Sizzy Rocket
Сабрина Луиза Бернстайн (Sizzy Rocket) — американская певица и автор песен. (Рождена 16 Апреля 1992). В 2016 году она выпустила свой дебютный альбом, «THRILLS» и гастролировала по всей стране, в качестве разогрева для Kitten. В 2016 году, Sizzy открыла независимый лейбл/бренд Diet Punk Records, через который, также выпускает свой второй проект, Shiny Wet Machine — панк группа, созданная совместно с The Kick-Drums.
В 2016 году она выпустила свой дебютный альбом THRILLS через независимый лейбл, Yebo Music

## Дискография

### Альбомы
- THRILLS (2016)
- Hot Summer (2017)
- Mullholand (2018)

### Синглы
- Kingpin (2015)
- Queen (Perfume Genius Cover) (2015)
- Dope (2017)
- Still (2017)
- Amphetamine (2017)

### Другие проекты
- Shiny Wet Machine (2016-настоящее время)